# Йохан Фридрих фон Шратенбах
Йохан Фридрих фон Шратенбах (на немски: Johann Friedrich von Schrattenbach; † пр. 1621) от блародническия австрийски род Шратенбах от Щирия, е фрайхер в Чехия, господар на Шратентал в Долна Австрия.

## Произход
Той е син на фрайхер Максимилиан фон Шратенбах-Хегенберг (1537 – 1611) и съпругата му Анна фон Грасвайн († сл. 1621), дъщеря на рицар Вилхелм фон Грасвайн и Хелена фон Херберщайн. Брат му Карл фон Шратенбах (1583 – 1612) е граф в Австрия, господар на Хегенберг. Сестра му Мария Елизабет фон Шратенбах-Хагенберг (1573 – 1653) е омъжена на 24 ноември 1591 г. в Грац за имперски граф Карл фон Харах (1570 – 1628), съветник на император Фердинанд II.
Внукът му Волфганг Ханибал фон Шратенбах (1660 – 1738) е княжески епископ на Оломоуц (1711 – 1738), кардинал (1714 – 1738) и вице-крал на Кралство Неапол (1719 – 1721).

## Фамилия
Йохан Фридрих фон Шратенбах се жени за фрайин Доротея Сидония фон Ег и Хунгерсбах. Те имат един син:
- Йохан Балтазар фон Шратенбах, фрайхер, женен за графиня Анна Елизабет фон Вагеншперг; имат син (епископ) и две дъщери